# إفساح المجال (فلم)
إفساح المجال (بالإنجليزية: Make Room)، هُو فيلم نيجيري باللغة الهوسية صدر سنة 2018.